# MFS (musikgruppe)
 Der er for få eller ingen kildehenvisninger i denne artikel, hvilket er et problem. Du kan hjælpe ved at angive troværdige kilder til de påstande, som fremføres i artiklen.

 For alternative betydninger, se MFS. (Se også artikler, som begynder med MFS)
MFS er en kendt dansk rapgruppe bestående af tre rappere A'typisk, Wood & Hype.
Mfs startede i 2005 og blandt andet dengang havde Lukas Forchhammer med i gruppen.
Gruppen har på youtube flere hits hvor fra femhundredetusind til over en million har set deres videoer.
Mfs har blandt andet lavet albumerne Gadens vilkår og Bandaniseret.
Gruppen har blandt andet medvirket i Bubbers tv-program Danmark ifølge Bubber

## Eksterne kilder og henvisninger
1. ↑  
Bubber  i rap-krig